# Милковацу (Ђурђу)
Милковацу (рум. Milcovățu) насеље је у Румунији у округу Ђурђу у општини Летка Ноуа. Oпштина се налази на надморској висини од 82 m.

## Становништво
Према подацима из 2002. године у насељу је живело 1470 становника, од којих су сви румунске националности.